# Chronische vitamine A-intoxicatie bij de kat
Chronische vitamine A intoxicatie is een aandoening bij met name katten die kan worden veroorzaakt door langdurige eenzijdige voeding met producten waarin veel vitamine A aanwezig is, zoals lever (met name runderlever) en visproducten, en door langdurige overdosering met vitamine D preparaten.

## Belangrijkste klinische symptomen
De klinische symptomen worden vooral gekenmerkt door locomotiestoornissen, met name van de hals en de voorbenen. De katten lopen vaak moeizaam, pijnlijk en stijf, dikwijls met gestrekte hals. Vaak vertonen de boeg- en ellebooggewrichten en soms (ook) de heup- en kniegewrichten beperkte en pijnlijke beweeglijkheid, waarbij in de omgeving van de gewrichten dikwijls benig aanvoelende verdikkingen voorkomen. Er kunnen ook verlammingen optreden.

## Oorzaken van de bewegingsstoornissen, pijn en verlammingen
Door periostale beenwoekeringen (periost = vlies, dat het been omhult: het beenvlies) (exostosen) en de gevolgen daarvan. De exostosen komen vooral voor aan de dorsolaterale vlakken (aan de rugzijde) van de cervicale wervels (links soortgelijke menselijke wervelkolom), maar ook de thoracale en lumbale wervels kunnen aangetast zijn. De exostosen kunnen tevens worden aangetroffen in de omgeving van de boeg- en ellebooggewrichten en soms ook rond de heup- en kniegewrichten. Bij vergroeiingen van exostosen van verschillende zijden van de gewrichten kan gewrichtsverstijving optreden.
De pijn en de verlammingen worden vooral veroorzaakt door druk van de exostosen op zenuwen en doordat zenuwen in de klem komen door vernauwingen van foramina intervertebralia ten gevolge van exostosen.

## Ontstaanswijze van de exostosen
Vitamine A activeert de osteoclasten, die een rol spelen bij de resorptie (afbraak) van beenweefsel. Een chronische vitamine A intoxicatie veroorzaakt een te grote activiteit van de osteoclasten waardoor een te sterke resorptie van beenweefsel optreedt, hetgeen een verstoring veroorzaakt van het normale evenwicht tussen beenopbouw en beenafbraak, met als gevolg osteoporose (afname van de beenmassa). Omdat de osteoporose veroorzaakt is door een versterkte resorptie spreekt men in dit geval wel van een resorptieve osteoporose. De exostosen ontstaan secundair, vooral als reactie op de bij osteoporose voorkomende microfracturen.

## Diagnostiek
Een waarschijnlijkheidsdiagnose kan gesteld worden op grond van de klinische verschijnselen en de röntgenologische bevindingen. De klinische diagnose kan worden bevestigd of waarschijnlijker worden gemaakt door bepaling van het vitamine A gehalte in de lever en door pathologisch-anatomisch onderzoek.

## Referentie, inclusief samenvatting
Vries H.W. de; Aalfs R.H.G.; Goedegebuure S.A. Chronische vitamine A intoxicatie bij de kat. Tijdschrift voor Diergeneeskunde 1974; 99(6): 315-322.
Samenvatting

In dit artikel worden de klinische en röntgenologische verschijnselen van negen katten met chronische vitamine A intoxicatie beschreven. Bij vier van deze katten werd pathologisch-anatomisch onderzoek verricht. Als oorzaak werd steeds een te eenzijdige levervoeding gevonden. De meest op de voorgrond tredende verschijnselen waren een stijve hals en locomotiestoornissen ten gevolge van cervicale exostosen. In de discussie wordt uitgebreid ingegaan op de diagnostische aspecten van dit ziektebeeld en op de voedingsstoornissen mdie kunnen leiden tot chronische hypervitaminose A.